# نيلوفر أنيق
نيلوفر أنيق (الاسم العلمي:Nymphaea elegans) هو نوع من النباتات يتبع جنس النيلوفر من الفصيلة النيلوفرية.